# Europees kampioenschap voetbal mannen onder 17 - 2024 (kwalificatie)
Het kwalificatietoernooi voor het Europees kampioenschap voetbal onder 17 voor mannen was een toernooi dat start in oktober 2023 en eindigde in de lente van 2024. Dit toernooi bepaalde welke 15 landen deelnemen aan het Europees kampioenschap voetbal mannen onder 17 van 2024. Spelers die geboren zijn na 1 januari 2007 mochten deelnemen.

## Gekwalificeerde landen
| Land       | Gekwalificeerd als          | Beste prestatie                                 |
| ---------- | --------------------------- | ----------------------------------------------- |
| Cyprus     | gastland1                   | debuut                                          |
| Frankrijk  | Eliteronde: winnaar groep 1 | Kampioen (2004, 2015, 2022)                     |
| Zweden     | Eliteronde: winnaar groep 2 | Halve finale (2013)                             |
| Italië     | Eliteronde: winnaar groep 3 | Tweede (2013, 2018, 2019)                       |
| Oekraïne   | Eliteronde: winnaar groep 4 | Groepsfase (2002, 2004, 2007, 2013, 2016, 2017) |
| Portugal   | Eliteronde: winnaar groep 5 | Kampioen (2003, 2016)                           |
| Denemarken | Eliteronde: winnaar groep 6 | Halve finale (2011)                             |
| Oostenrijk | Eliteronde: winnaar groep 7 | Derde (2003)                                    |
| Polen      | Eliteronde: winnaar groep 8 | Halve finale (2012, 2023)                       |
| Engeland   | Eliteronde: tweede groep 12 | Kampioen (2010, 2014)                           |
| Wales      | Eliteronde: tweede groep 22 | Groepsfase (2023)                               |
| Slowakije  | Eliteronde: tweede groep 42 | Halve finale (2013)                             |
| Kroatië    | Eliteronde: tweede groep 52 | Vierde (2005)                                   |
| Servië     | Eliteronde: tweede groep 62 | Halve finale (2022)                             |
| Spanje     | Eliteronde: tweede groep 72 | Kampioen (2007, 2008, 2017)                     |
| Tsjechië   | Eliteronde: tweede groep 82 | Tweede (2006)                                   |

1 Het gastland hoeft geen kwalificatiewedstrijden te spelen, het is automatisch gekwalificeerd.

2 Niet alle landen die tweede eindigen zullen zich kwalificeren. De beste 7 landen kwalificeren zich.

## Format
Het kwalificatietoernooi zal uit twee rondes bestaan:
- Kwalificatieronde: Nederland hoeft deze ronde niet te spelen, het land ontvang een bye en kwalificeert zich daarmee direct voor de eliteronde. Dit is het land met de hoogste coëfficiënt. De overige landen worden verdeeld in 13 groepen van vier landen. In elke groep speelt ieder land één keer tegen ieder ander land. De nummers 1 en 2 kwalificeren zich voor de eliteronde. De vijf beste nummers 3 kwalificeren zich ook de eliteronde. (Hierbij tellen alleen de resultaten tegen de nummers 1 en 2 mee.)
- Eliteronde: In deze rondes nemen de 31 landen deel die zich vanuit de kwalificatieronde kwalificeren, aangevuld met Nederland maakt dat 32. Deze landen worden verdeeld in acht groepen van vier. In elke groep speelt ieder land één keer tegen ieder ander land. Er wordt in 1 gastland per poule gespeeld. De acht groepswinnaars en zeven beste nummers 7 kwalificeren zich voor het hoofdtoernooi.

## Beslissingscriteria
In de kwalificatieronde en eliteronde wordt de ranking bepaald door het aantal behaalde punten (3 punten voor een overwinning, 1 punt voor een gelijkspel en 0 punten bij een verlies. Als deze punten gelijk staan wordt naar de volgende criteria gekeken:
1. Punten behaald in de onderlinge wedstrijden tussen de teams die gelijk eindigen;
2. Doelsaldo in de onderlinge wedstrijden tussen de teams die gelijk eindigen;
3. Aantal doelpunten gescoord in de onderlinge wedstrijden tussen de teams die gelijk eindigen;
4. Als meer dan 2 landen gelijk eindigen, en bovenstaande criteria maken geen verschil, dan worden de volgende criteria gevolgd;
5. Doelsaldo in alle groepswedstrijden;
6. Aantal doelpunten gescoord in alle groepswedstrijden;
7. Een strafschoppenserie wordt gehouden als de landen die gelijk eindigen elkaar ontmoeten in de laatste wedstrijd. (Deze optie wordt niet gebruikt als drie landen gelijk eindigen of als de eindrangschikking niet van belang is voor het kwalificeren voor een volgende ronde);
8. Disciplinaire punten (rode kaart = 3 punten, gele kaart = 1 punt, twee gele kaarten in een wedstrijd = 3 punten);
9. UEFA coëfficiëntenlijst die gebruikt is voor de loting van de kwalificatieronde;
10. Loting.

Om te bepalen wat de beste vijf nummers drie van de kwalificatieronde zijn, de resultaten tegen de nummer 4 tellen daarbij niet mee, worden de volgende criteria bepalend:
1. Punten
2. Doelsaldo;
3. Aantal doelpunten gescoord;
4. Disciplinaire punten;
5. UEFA coëfficiëntenlijst die gebruikt is voor de loting van de kwalificatieronde;
6. Loting.

Dit geldt ook voor het bepalen wat de beste zeven nummers 2 zijn in eliteronde. Daarbij tellen alle resultaten mee.

## Loting kwalificatieronde
| Team   | Coëfficiënt | ranking |
| ------ | ----------- | ------- |
| Cyprus | 6.500       | —       |

| Team      | Coëfficiënt | ranking |
| --------- | ----------- | ------- |
| Nederland | 30.111      | 1       |

| Team       | Coëfficiënt | ranking |
| ---------- | ----------- | ------- |
| Spanje     | 25.778      | 2       |
| Italië     | 24.778      | 3       |
| Frankrijk  | 23.167      | 4       |
| Engeland   | 20.233      | 5       |
| Duitsland  | 19.500      | 6       |
| Portugal   | 18.500      | 7       |
| België     | 17.444      | 8       |
| Ierland    | 16.333      | 9       |
| Hongarije  | 16.056      | 10      |
| Servië     | 15.611      | 11      |
| Zweden     | 14.167      | 12      |
| Turkije    | 13.778      | 13      |
| Denemarken | 12.333      | 14      |

| Team                  | Coëfficiënt | ranking |
| --------------------- | ----------- | ------- |
| Schotland             | 12.222      | 15      |
| Israël                | 12.000      | 16      |
| Noorwegen             | 11.722      | 17      |
| Zwitserland           | 11.444      | 18      |
| Tsjechië              | 11.222      | 19      |
| Slovenië              | 10.111      | 20      |
| Griekenland           | 10.889      | 21      |
| Bosnië en Herzegovina | 10.833      | 22      |
| Oekraïne              | 10.722      | 23      |
| Polen                 | 10.667      | 24      |
| Oostenrijk            | 9.556       | 25      |
| Slowakije             | 9.167       | 26      |
| Kroatië               | 8.667       | 27      |

| Team            | Coëfficiënt | ranking |
| --------------- | ----------- | ------- |
| Finland         | 8.500       | 28      |
| IJsland         | 6.500       | 29      |
| Wit-Rusland     | 6.500       | 30      |
| Bulgarije       | 5.556       | 31      |
| Noord-Macedonië | 5.500       | 32      |
| Roemenië        | 5.000       | 33      |
| Georgië         | 4.833       | 34      |
| Noord-Ierland   | 4.167       | 35      |
| Kosovo          | 4.000       | 36      |
| Wales           | 4.000       | 37      |
| Montenegro      | 4.000       | 38      |
| Luxemburg       | 3.917       | 39      |
| Letland         | 3.833       | 40      |

| Team          | Coëfficiënt | ranking |
| ------------- | ----------- | ------- |
| Estland       | 3.333       | 41      |
| Faeröer       | 2.889       | 42      |
| Albanië       | 2.333       | 43      |
| Kazachstan    | 2.333       | 44      |
| Azerbeidzjan  | 2.000       | 45      |
| Armenië       | 1.667       | 46      |
| Andorra       | 1.333       | 47      |
| Litouwen      | 1.333       | 48      |
| Moldavië      | 0.667       | 49      |
| Malta         | 0.000       | 50      |
| Gibraltar     | 0.000       | 51      |
| Liechtenstein | 0.000       | 52      |
| San Marino    | 0.000       | 53      |

## Kwalificatieronde

### Groep 1
De wedstrijden werden gespeeld tussen 11 en 17 oktober 2023 in Georgië.
| Pos | Team       | Wed | W | G | V | Ptn | DV | DT | +/− | Kwalificatie                  |  | AUT | GEO | DEN | LTU |
| --- | ---------- | --- | - | - | - | --- | -- | -- | --- | ----------------------------- |  | --- | --- | --- | --- |
| 1   | Oostenrijk | 3   | 2 | 1 | 0 | 7   | 5  | 3  | +2  | Geplaatst voor de eliteronde. |  | —   | 2–1 | 2–2 | 1–0 |
| 2   | Georgië    | 3   | 1 | 1 | 1 | 4   | 4  | 4  | 0   | Geplaatst voor de eliteronde. |  | —   | —   | 2–1 | 1–1 |
| 3   | Denemarken | 3   | 1 | 1 | 1 | 4   | 7  | 5  | +2  | Geplaatst voor de eliteronde. |  | —   | —   | —   | 4–1 |
| 4   | Litouwen   | 3   | 0 | 1 | 2 | 1   | 2  | 6  | −4  |                               |  | —   | —   | —   | —   |

1. 1 2  Onderling resultaat: Georgië: 3, Denemarken: 0.

### Groep 2
De wedstrijden werden gespeeld tussen 27 september en 3 oktober 2023 in Moldavië.
| Pos | Team     | Wed | W | G | V | Ptn | DV | DT | +/− | Kwalificatie                  |   | POL | SWE | LVA | MDA |
| --- | -------- | --- | - | - | - | --- | -- | -- | --- | ----------------------------- | - | --- | --- | --- | --- |
| 1   | Polen    | 3   | 3 | 0 | 0 | 9   | 8  | 1  | +7  | Geplaatst voor de eliteronde. |   | —   | 2–1 | 3–0 | 3–0 |
| 2   | Zweden   | 3   | 2 | 0 | 1 | 6   | 6  | 4  | +2  | Geplaatst voor de eliteronde. |   | —   | —   | 2–0 | 3–2 |
| 3   | Letland  | 3   | 1 | 0 | 2 | 3   | 3  | 5  | −2  |                               |   | —   | —   | —   | 3–0 |
| 4   | Moldavië | 3   | 0 | 0 | 3 | 0   | 2  | 9  | −7  |                               | — | —   | —   | —   |     |

### Groep 3
De wedstrijden werden gespeeld tussen 15 en 21 oktober 2023 in Liechtenstein.
| Pos | Team          | Wed | W | G | V | Ptn | DV | DT | +/− | Kwalificatie                  |  | GER | FIN | UKR | LIE |
| --- | ------------- | --- | - | - | - | --- | -- | -- | --- | ----------------------------- |  | --- | --- | --- | --- |
| 1   | Duitsland     | 3   | 2 | 1 | 0 | 7   | 8  | 1  | +7  | Geplaatst voor de eliteronde. |  | —   | 1–1 | 1–0 | 6–0 |
| 2   | Finland       | 3   | 1 | 2 | 0 | 5   | 6  | 3  | +3  | Geplaatst voor de eliteronde. |  | —   | —   | 2–2 | 3–0 |
| 3   | Oekraïne      | 3   | 1 | 1 | 1 | 4   | 9  | 3  | +6  | Geplaatst voor de eliteronde. |  | —   | —   | —   | 7–0 |
| 4   | Liechtenstein | 3   | 0 | 0 | 3 | 0   | 0  | 16 | −16 |                               |  | —   | —   | —   | —   |

### Groep 4
De wedstrijden werden gespeeld tussen 21 en 27 oktober 2023 in Servië.
| Pos | Team         | Wed | W | G | V | Ptn | DV | DT | +/− | Kwalificatie                  |   | SRB | SLO | LUX | AZE |
| --- | ------------ | --- | - | - | - | --- | -- | -- | --- | ----------------------------- | - | --- | --- | --- | --- |
| 1   | Servië       | 3   | 2 | 1 | 0 | 7   | 10 | 3  | +7  | Geplaatst voor de eliteronde. |   | —   | 2–2 | 3–0 | 5–1 |
| 2   | Slovenië     | 3   | 1 | 2 | 0 | 5   | 6  | 3  | +3  | Geplaatst voor de eliteronde. |   | —   | —   | 1–1 | 3–0 |
| 3   | Luxemburg    | 3   | 0 | 2 | 1 | 2   | 2  | 5  | −3  |                               |   | —   | —   | —   | 1–1 |
| 4   | Azerbeidzjan | 3   | 0 | 1 | 2 | 1   | 2  | 9  | −7  |                               | — | —   | —   | —   |     |

### Groep 5
De wedstrijden werden gespeeld tussen 15 en 21 november 2023 in Portugal.
| Pos | Team       | Wed | W | G | V | Ptn | DV | DT | +/− | Kwalificatie                  |   | POR | CZE | ALB | MNE |
| --- | ---------- | --- | - | - | - | --- | -- | -- | --- | ----------------------------- | - | --- | --- | --- | --- |
| 1   | Portugal   | 3   | 3 | 0 | 0 | 9   | 11 | 1  | +10 | Geplaatst voor de eliteronde. |   | —   | 2–0 | 3–0 | 6–1 |
| 2   | Tsjechië   | 3   | 2 | 0 | 1 | 6   | 10 | 3  | +7  | Geplaatst voor de eliteronde. |   | —   | —   | 6–1 | 4–0 |
| 3   | Albanië    | 3   | 1 | 0 | 2 | 3   | 3  | 9  | −6  |                               |   | —   | —   | —   | 2–0 |
| 4   | Montenegro | 3   | 0 | 0 | 3 | 0   | 1  | 12 | −11 |                               | — | —   | —   | —   |     |

### Groep 6
De wedstrijden werden gespeeld tussen 15 en 21 november 2023 in Roemenië.
| Pos | Team      | Wed | W | G | V | Ptn | DV | DT | +/− | Kwalificatie                  |  | FRA | ROU | NOR | EST |
| --- | --------- | --- | - | - | - | --- | -- | -- | --- | ----------------------------- |  | --- | --- | --- | --- |
| 1   | Frankrijk | 3   | 1 | 2 | 0 | 5   | 5  | 1  | +4  | Geplaatst voor de eliteronde. |  | —   | 1–1 | 0–0 | 4–0 |
| 2   | Roemenië  | 3   | 1 | 2 | 0 | 5   | 4  | 1  | +3  | Geplaatst voor de eliteronde. |  | —   | —   | 0–0 | 3–0 |
| 3   | Noorwegen | 3   | 0 | 3 | 0 | 3   | 2  | 2  | 0   | Geplaatst voor de eliteronde. |  | —   | —   | —   | 2–2 |
| 4   | Estland   | 3   | 0 | 1 | 2 | 1   | 2  | 9  | −7  |                               |  | —   | —   | —   | —   |

### Groep 7
De wedstrijden werden gespeeld tussen 21 en 27 oktober 2023 in Turkije.
| Pos | Team        | Wed | W | G | V | Ptn | DV | DT | +/− | Kwalificatie                  |   | TUR | BLR | SCO | KAZ |
| --- | ----------- | --- | - | - | - | --- | -- | -- | --- | ----------------------------- | - | --- | --- | --- | --- |
| 1   | Turkije     | 3   | 2 | 1 | 0 | 7   | 4  | 0  | +4  | Geplaatst voor de eliteronde. |   | —   | 1–0 | 3–0 | 0–0 |
| 2   | Wit-Rusland | 3   | 1 | 1 | 1 | 4   | 3  | 2  | +1  | Geplaatst voor de eliteronde. |   | —   | —   | 3–1 | 0–0 |
| 3   | Schotland   | 3   | 1 | 0 | 2 | 3   | 3  | 6  | −3  |                               |   | —   | —   | —   | 2–0 |
| 4   | Kazachstan  | 3   | 0 | 2 | 1 | 2   | 0  | 2  | −2  |                               | — | —   | —   | —   |     |

### Groep 8
De wedstrijden werden gespeeld tussen 25 en 31 oktober 2023 in Malta.
| Pos | Team            | Wed | W | G | V | Ptn | DV | DT | +/− | Kwalificatie                  |   | ESP | SVK | MLT | MKD |
| --- | --------------- | --- | - | - | - | --- | -- | -- | --- | ----------------------------- | - | --- | --- | --- | --- |
| 1   | Spanje          | 3   | 3 | 0 | 0 | 9   | 17 | 1  | +16 | Geplaatst voor de eliteronde. |   | —   | 5–1 | 7–0 | 5–0 |
| 2   | Slowakije       | 3   | 2 | 0 | 1 | 6   | 6  | 5  | +1  | Geplaatst voor de eliteronde. |   | —   | —   | 1–0 | 4–0 |
| 3   | Malta           | 3   | 0 | 1 | 2 | 1   | 1  | 9  | −8  |                               |   | —   | —   | —   | 1–1 |
| 4   | Noord-Macedonië | 3   | 0 | 1 | 2 | 1   | 1  | 10 | −9  |                               | — | —   | —   | —   |     |

### Groep 9
De wedstrijden werden gespeeld tussen 3 en 9 november 2023 in Kroatië.
| Pos | Team     | Wed | W | G | V | Ptn | DV | DT | +/− | Kwalificatie                  |   | ENG | CRO | KOS | FAR |
| --- | -------- | --- | - | - | - | --- | -- | -- | --- | ----------------------------- | - | --- | --- | --- | --- |
| 1   | Engeland | 3   | 3 | 0 | 0 | 9   | 18 | 1  | +17 | Geplaatst voor de eliteronde. |   | —   | 5–1 | 5–0 | 8–0 |
| 2   | Kroatië  | 3   | 2 | 0 | 1 | 6   | 11 | 5  | +6  | Geplaatst voor de eliteronde. |   | —   | —   | 4–0 | 6–0 |
| 3   | Kosovo   | 3   | 1 | 0 | 2 | 3   | 3  | 10 | −7  |                               |   | —   | —   | —   | 3–1 |
| 4   | Faeröer  | 3   | 0 | 0 | 3 | 0   | 1  | 17 | −16 |                               | — | —   | —   | —   |     |

### Groep 10
De wedstrijden werden gespeeld tussen 11 en 17 oktober 2023 in Ierland.
| Pos | Team        | Wed | W | G | V | Ptn | DV | DT | +/− | Kwalificatie                  |   | SUI | IRL | ISL | ARM |
| --- | ----------- | --- | - | - | - | --- | -- | -- | --- | ----------------------------- | - | --- | --- | --- | --- |
| 1   | Zwitserland | 3   | 2 | 1 | 0 | 7   | 8  | 0  | +8  | Geplaatst voor de eliteronde. |   | —   | 0–0 | 3–0 | 5–0 |
| 2   | Ierland     | 3   | 1 | 2 | 0 | 5   | 4  | 0  | +4  | Geplaatst voor de eliteronde. |   | —   | —   | 0–0 | 4–0 |
| 3   | IJsland     | 3   | 1 | 1 | 1 | 4   | 7  | 4  | +3  |                               |   | —   | —   | —   | 7–1 |
| 4   | Armenië     | 3   | 0 | 0 | 3 | 0   | 1  | 16 | −15 |                               | — | —   | —   | —   |     |

### Groep 11
De wedstrijden werden gespeeld tussen 25 en 31 oktober 2023 in Italië.
| Pos | Team          | Wed | W | G | V | Ptn | DV | DT | +/− | Kwalificatie                  |  | GRE | ITA | NIR | SMR |
| --- | ------------- | --- | - | - | - | --- | -- | -- | --- | ----------------------------- |  | --- | --- | --- | --- |
| 1   | Griekenland   | 3   | 3 | 0 | 0 | 9   | 6  | 1  | +5  | Geplaatst voor de eliteronde. |  | —   | 2–1 | 2–0 | 2–0 |
| 2   | Italië        | 3   | 1 | 1 | 1 | 4   | 5  | 2  | +3  | Geplaatst voor de eliteronde. |  | —   | —   | 0–0 | 4–0 |
| 3   | Noord-Ierland | 3   | 1 | 1 | 1 | 4   | 4  | 2  | +2  | Geplaatst voor de eliteronde. |  | —   | —   | —   | 4–0 |
| 4   | San Marino    | 3   | 0 | 0 | 3 | 0   | 0  | 10 | −10 |                               |  | —   | —   | —   | —   |

### Groep 12
De wedstrijden werden gespeeld tussen 15 en 21 november in Wales.
Gibraltar trok zich aanvankelijk terug vanwege de angst voor hun veiligheid door het conflict tussen Israël en Gaza. Alle wedstrijden werden daarna uitgesteld en verplaatst naar andere data. Israël trok zich uiteindelijk terug uit deze poule.
| Pos | Team      | Wed | W | G | V | Ptn | DV | DT | +/− | Kwalificatie                  |  | WAL | BEL | GIB | ISR |
| --- | --------- | --- | - | - | - | --- | -- | -- | --- | ----------------------------- |  | --- | --- | --- | --- |
| 1   | Wales     | 2   | 2 | 0 | 0 | 6   | 5  | 0  | +5  | Geplaatst voor de eliteronde. |  | —   | 1–0 | 4–0 | X   |
| 2   | België    | 2   | 1 | 0 | 1 | 3   | 4  | 1  | +3  | Geplaatst voor de eliteronde. |  | —   | —   | 4–0 | X   |
| 3   | Gibraltar | 2   | 0 | 0 | 2 | 0   | 0  | 8  | −8  |                               |  | —   | —   | —   | X   |
| 4   | Israël    | 0   | 0 | 0 | 0 | 0   | 0  | 0  | 0   | Trok zich terug.              |  | —   | —   | —   | —   |

### Groep 13
De wedstrijden werden gespeeld tussen 25 en 31 oktober 2023 in Hongarije.
| Pos | Team                  | Wed | W | G | V | Ptn | DV | DT | +/− | Kwalificatie                  |   | BUL | HUN | BIH | AND |
| --- | --------------------- | --- | - | - | - | --- | -- | -- | --- | ----------------------------- | - | --- | --- | --- | --- |
| 1   | Bulgarije             | 3   | 2 | 1 | 0 | 7   | 4  | 2  | +2  | Geplaatst voor de eliteronde. |   | —   | 1–0 | 1–1 | 2–1 |
| 2   | Hongarije             | 3   | 2 | 0 | 1 | 6   | 5  | 2  | +3  | Geplaatst voor de eliteronde. |   | —   | —   | 3–1 | 2–0 |
| 3   | Bosnië en Herzegovina | 3   | 1 | 1 | 1 | 4   | 5  | 4  | +1  |                               |   | —   | —   | —   | 3–0 |
| 4   | Andorra               | 3   | 0 | 0 | 3 | 0   | 1  | 7  | −6  |                               | — | —   | —   | —   |     |

### Ranking nummers 3
Om te bepalen wat de vijf beste nummers 3 zijn wordt er een rangschikking gemaakt waarbij de resultaten tegen de nummer 4 uit de poule niet meetellen. De bovenste vier landen kwalificeren zich voor de eliteronde.
| Pos | Grp | Team                  | Wed | W | G | V | Ptn | DV | DT | +/− | Kwalificatie                  |
| --- | --- | --------------------- | --- | - | - | - | --- | -- | -- | --- | ----------------------------- |
| 1   | 6   | Noorwegen             | 2   | 0 | 2 | 0 | 2   | 0  | 0  | 0   | Geplaatst voor de eliteronde. |
| 2   | 1   | Denemarken            | 2   | 0 | 1 | 1 | 1   | 3  | 4  | −1  | Geplaatst voor de eliteronde. |
| 3   | 3   | Oekraïne              | 2   | 0 | 1 | 1 | 1   | 2  | 3  | −1  | Geplaatst voor de eliteronde. |
| 4   | 13  | Bosnië en Herzegovina | 2   | 0 | 1 | 1 | 1   | 2  | 4  | −2  | Geplaatst voor de eliteronde. |
| 5   | 11  | Noord-Ierland         | 2   | 0 | 1 | 1 | 1   | 0  | 2  | −2  | Geplaatst voor de eliteronde. |
| 6   | 4   | Luxemburg             | 2   | 0 | 1 | 1 | 1   | 1  | 4  | −3  |                               |
| 7   | 10  | IJsland               | 2   | 0 | 1 | 1 | 1   | 0  | 3  | −3  |                               |
| 8   | 7   | Schotland             | 2   | 0 | 0 | 2 | 0   | 1  | 6  | −5  |                               |
| 9   | 2   | Letland               | 2   | 0 | 0 | 2 | 0   | 0  | 5  | −5  |                               |
| 10  | 5   | Albanië               | 2   | 0 | 0 | 2 | 0   | 1  | 9  | −8  |                               |
| 11  | 8   | Malta                 | 2   | 0 | 0 | 2 | 0   | 0  | 8  | −8  |                               |
| 12  | 12  | Gibraltar             | 2   | 0 | 0 | 2 | 0   | 0  | 8  | −8  |                               |
| 13  | 9   | Kosovo                | 2   | 0 | 0 | 2 | 0   | 0  | 9  | −9  |                               |

1. 1 2  Disciplinaire punten: Malta: –3, Gibraltar: –4

## Loting eliteronde
De loting voor de kwalificatieronde werd gehouden op 7 december 2023 op het UEFA-hoofdkantoor in Nyon, Zwitserland.
De landen werden verdeeld in vier potten en bij de verdeling werd rekening gehouden met de resultaten in de kwalificatieronde. Nederland had een bye naar de eliteronde en dat land kwam automatisch in pot A terecht. Bij de loting werden 4 landen bij elkaar in een groep gezet, uit iedere pot 1 land. Landen die tegen elkaar hadden gespeeld in de kwalificatieronde konden niet nog een keer tegen elkaar loten.
| Team        | Positie | pnt. | Doelsaldo | Goals | Coëfficiënt |
| ----------- | ------- | ---- | --------- | ----- | ----------- |
| Nederland   | bye     | –    | –         | –     | –           |
| Spanje      | 1e      | 6    | 11        | 12    | 3.000       |
| Engeland    | 1e      | 6    | 9         | 10    | 3.000       |
| Portugal    | 1e      | 6    | 5         | 5     | 3.000       |
| Wales       | 1e      | 6    | 5         | 5     | 3.000       |
| Polen       | 1e      | 6    | 4         | 5     | 3.000       |
| Turkije     | 1e      | 6    | 4         | 4     | 3.000       |
| Griekenland | 1e      | 6    | 3         | 4     | 3.000       |

| Team        | Positie | pnt. | Doelsaldo | Goals | Coëfficiënt |
| ----------- | ------- | ---- | --------- | ----- | ----------- |
| Servië      | 1e      | 4    | 3         | 5     | 2.000       |
| Zwitserland | 1e      | 4    | 3         | 3     | 2.000       |
| Oostenrijk  | 1e      | 4    | 1         | 4     | 2.000       |
| Bulgarije   | 1e      | 4    | 1         | 2     | 2.000       |
| Duitsland   | 1e      | 4    | 1         | 2     | 2.000       |
| Frankrijk   | 1e      | 2    | 0         | 1     | 1.000       |
| Tsjechië    | 2e      | 3    | 3         | 6     | 1.500       |
| België      | 2e      | 3    | 3         | 4     | 1.500       |

| Team        | Positie | pnt. | Doelsaldo | Goals | Coëfficiënt |
| ----------- | ------- | ---- | --------- | ----- | ----------- |
| Hongarije   | 2e      | 3    | 1         | 3     | 1.500       |
| Zweden      | 2e      | 3    | 1         | 3     | 1.500       |
| Wit-Rusland | 2e      | 3    | 1         | 3     | 1.500       |
| Kroatië     | 2e      | 3    | 0         | 5     | 1.500       |
| Georgië     | 2e      | 3    | 0         | 3     | 1.500       |
| Slowakije   | 2e      | 3    | −3        | 2     | 1.500       |
| Slovenië    | 2e      | 2    | 0         | 3     | 1.000       |
| Finland     | 2e      | 2    | 0         | 3     | 1.000       |

| Team          | Positie | pnt. | Doelsaldo | Goals | Coëfficiënt |
| ------------- | ------- | ---- | --------- | ----- | ----------- |
| Roemenië      | 2e      | 2    | 0         | 1     | 1.000       |
| Ierland       | 2e      | 2    | 0         | 0     | 1.000       |
| Italië        | 2e      | 1    | −1        | 1     | 0.500       |
| Noorwegen     | 3e      | 2    | 0         | 0     | 1.000       |
| Denemarken    | 3e      | 1    | −1        | 3     | 0.500       |
| Oekraïne      | 3e      | 1    | −1        | 2     | 0.500       |
| Bosnië en H.  | 3e      | 1    | −2        | 2     | 0.500       |
| Noord-Ierland | 3e      | 1    | −2        | 0     | 0.500       |

## Eliteronde

### Groep 1
De wedstrijden werden gespeeld tussen 20 en 26 maart 2024 in Engeland.
| Pos | Team          | Wed | W | G | V | Ptn | DV | DT | +/− | Kwalificatie                      |   | FRA | ENG | NIR | HUN |
| --- | ------------- | --- | - | - | - | --- | -- | -- | --- | --------------------------------- | - | --- | --- | --- | --- |
| 1   | Frankrijk     | 3   | 3 | 0 | 0 | 9   | 9  | 4  | +5  | Geplaatst voor het hoofdtoernooi. |   | —   | 2–1 | 5–2 | 2–1 |
| 2   | Engeland      | 3   | 2 | 0 | 1 | 6   | 11 | 3  | +8  | Geplaatst voor het hoofdtoernooi. |   | —   | —   | 5–1 | 5–0 |
| 3   | Noord-Ierland | 3   | 1 | 0 | 2 | 3   | 6  | 11 | −5  |                                   |   | —   | —   | —   | 3–1 |
| 4   | Hongarije     | 3   | 0 | 0 | 3 | 0   | 2  | 10 | −8  |                                   | — | —   | —   | —   |     |

### Groep 2
De wedstrijden werden gespeeld tussen 20 en 26 maart 2024 in Roemenië.
| Pos | Team      | Wed | W | G | V | Ptn | DV | DT | +/− | Kwalificatie                      |   | SWE | WAL | ROU | BUL |
| --- | --------- | --- | - | - | - | --- | -- | -- | --- | --------------------------------- | - | --- | --- | --- | --- |
| 1   | Zweden    | 3   | 2 | 1 | 0 | 7   | 5  | 3  | +2  | Geplaatst voor het hoofdtoernooi. |   | —   | 2–1 | 1–1 | 2–1 |
| 2   | Wales     | 3   | 2 | 0 | 1 | 6   | 5  | 4  | +1  | Geplaatst voor het hoofdtoernooi. |   | —   | —   | 2–1 | 2–1 |
| 3   | Roemenië  | 3   | 0 | 2 | 1 | 2   | 2  | 3  | −1  |                                   |   | —   | —   | —   | 0–0 |
| 4   | Bulgarije | 3   | 0 | 1 | 2 | 1   | 2  | 4  | −2  |                                   | — | —   | —   | —   |     |

### Groep 3
De wedstrijden werden gespeeld tussen 20 en 26 maart 2024 in Finland.
| Pos | Team      | Wed | W | G | V | Ptn | DV | DT | +/− | Kwalificatie                      |   | ITA | BEL | FIN | NED |
| --- | --------- | --- | - | - | - | --- | -- | -- | --- | --------------------------------- | - | --- | --- | --- | --- |
| 1   | Italië    | 3   | 2 | 1 | 0 | 7   | 9  | 5  | +4  | Geplaatst voor het hoofdtoernooi. |   | —   | 5–3 | 2–2 | 2–0 |
| 2   | België    | 3   | 1 | 1 | 1 | 4   | 6  | 7  | −1  |                                   |   | —   | —   | 1–0 | 2–2 |
| 3   | Finland   | 3   | 1 | 1 | 1 | 4   | 3  | 3  | 0   |                                   | — | —   | —   | 1–0 |     |
| 4   | Nederland | 3   | 0 | 1 | 2 | 1   | 2  | 5  | −3  |                                   | — | —   | —   | —   |     |

1. 1 2  Onderling resultaat: België 3, Finland 0.

### Groep 4
De wedstrijden werden gespeeld tussen 6 en 12 maart 2024 in Griekenland.
| Pos | Team        | Wed | W | G | V | Ptn | DV | DT | +/− | Kwalificatie                      |   | UKR | SVK | SUI | GRE |
| --- | ----------- | --- | - | - | - | --- | -- | -- | --- | --------------------------------- | - | --- | --- | --- | --- |
| 1   | Oekraïne    | 3   | 3 | 0 | 0 | 9   | 8  | 0  | +8  | Geplaatst voor het hoofdtoernooi. |   | —   | 3–0 | 3–0 | 2–0 |
| 2   | Slowakije   | 3   | 2 | 0 | 1 | 6   | 3  | 4  | −1  | Geplaatst voor het hoofdtoernooi. |   | —   | —   | 2–1 | 1–0 |
| 3   | Zwitserland | 3   | 1 | 0 | 2 | 3   | 3  | 5  | −2  |                                   |   | —   | —   | —   | 2–0 |
| 4   | Griekenland | 3   | 0 | 0 | 3 | 0   | 0  | 5  | −5  |                                   | — | —   | —   | —   |     |

### Groep 5
De wedstrijden werden gespeeld tussen 20 en 26 maart 2024 in Portugal.
| Pos | Team      | Wed | W | G | V | Ptn | DV | DT | +/− | Kwalificatie                      |   | POR | CRO | GER | IRL |
| --- | --------- | --- | - | - | - | --- | -- | -- | --- | --------------------------------- | - | --- | --- | --- | --- |
| 1   | Portugal  | 3   | 3 | 0 | 0 | 9   | 10 | 3  | +7  | Geplaatst voor het hoofdtoernooi. |   | —   | 3–0 | 3–2 | 4–1 |
| 2   | Kroatië   | 3   | 1 | 1 | 1 | 4   | 8  | 6  | +2  | Geplaatst voor het hoofdtoernooi. |   | —   | —   | 3–3 | 5–0 |
| 3   | Duitsland | 3   | 1 | 1 | 1 | 4   | 7  | 6  | +1  |                                   |   | —   | —   | —   | 2–0 |
| 4   | Ierland   | 3   | 0 | 0 | 3 | 0   | 1  | 11 | −10 |                                   | — | —   | —   | —   |     |

### Groep 6
De wedstrijden werden gespeeld tussen 20 en 26 maart 2024 in Georgië.
| Pos | Team       | Wed | W | G | V | Ptn | DV | DT | +/− | Kwalificatie                      |   | DEN | SRB | GEO | TUR |
| --- | ---------- | --- | - | - | - | --- | -- | -- | --- | --------------------------------- | - | --- | --- | --- | --- |
| 1   | Denemarken | 3   | 2 | 1 | 0 | 7   | 8  | 0  | +8  | Geplaatst voor het hoofdtoernooi. |   | —   | 1–0 | 7–0 | 0–0 |
| 2   | Servië     | 3   | 2 | 0 | 1 | 6   | 5  | 1  | +4  | Geplaatst voor het hoofdtoernooi. |   | —   | —   | 2–0 | 3–0 |
| 3   | Georgië    | 3   | 1 | 0 | 2 | 3   | 3  | 10 | −7  |                                   |   | —   | —   | —   | 3–1 |
| 4   | Turkije    | 3   | 0 | 1 | 2 | 1   | 1  | 6  | −5  |                                   | — | —   | —   | —   |     |

### Groep 7
De wedstrijden werden gespeeld tussen 20 en 26 maart 2024 in Oostenrijk.
| Pos | Team       | Wed | W | G | V | Ptn | DV | DT | +/− | Kwalificatie                      |   | AUT | ESP | NOR | SLO |
| --- | ---------- | --- | - | - | - | --- | -- | -- | --- | --------------------------------- | - | --- | --- | --- | --- |
| 1   | Oostenrijk | 3   | 2 | 1 | 0 | 7   | 7  | 3  | +4  | Geplaatst voor het hoofdtoernooi. |   | —   | 3–1 | 2–2 | 2–0 |
| 2   | Spanje     | 3   | 2 | 0 | 1 | 6   | 9  | 3  | +6  | Geplaatst voor het hoofdtoernooi. |   | —   | —   | 3–0 | 5–0 |
| 3   | Noorwegen  | 3   | 1 | 1 | 1 | 4   | 4  | 6  | −2  |                                   |   | —   | —   | —   | 2–1 |
| 4   | Slovenië   | 3   | 0 | 0 | 3 | 0   | 1  | 9  | −8  |                                   | — | —   | —   | —   |     |

### Groep 8
De wedstrijden werden gespeeld tussen 20 en 26 maart 2024 in Bosnië en Herzegovina.
| Pos | Team                  | Wed | W | G | V | Ptn | DV | DT | +/− | Kwalificatie                      |   | POL | CZE | BIH | BLR |
| --- | --------------------- | --- | - | - | - | --- | -- | -- | --- | --------------------------------- | - | --- | --- | --- | --- |
| 1   | Polen                 | 3   | 2 | 0 | 1 | 6   | 6  | 3  | +3  | Geplaatst voor het hoofdtoernooi. |   | —   | 2–1 | 4–1 | 0–1 |
| 2   | Tsjechië              | 3   | 2 | 0 | 1 | 6   | 4  | 2  | +2  | Geplaatst voor het hoofdtoernooi. |   | —   | —   | 2–0 | 1–0 |
| 3   | Bosnië en Herzegovina | 3   | 1 | 0 | 2 | 3   | 4  | 7  | −3  |                                   |   | —   | —   | —   | 3–1 |
| 4   | Wit-Rusland           | 3   | 1 | 0 | 2 | 3   | 2  | 4  | −2  |                                   | — | —   | —   | —   |     |

1. 1 2  Onderling resultaat: Polen 3, Tsjechië 0.
2. 1 2  Onderling resultaat: Bosnië en Herzegovina 3, Wit-Rusland 0.

### Ranking nummers 2
De zeven beste tweede plekken kwalificeren zich voor het hoofdtoernooi.
| Pos | Grp | Team      | Wed | W | G | V | Ptn | DV | DT | +/− | Kwalificatie                      |
| --- | --- | --------- | --- | - | - | - | --- | -- | -- | --- | --------------------------------- |
| 1   | 1   | Engeland  | 3   | 2 | 0 | 1 | 6   | 11 | 3  | +8  | Geplaatst voor het hoofdtoernooi. |
| 2   | 7   | Spanje    | 3   | 2 | 0 | 1 | 6   | 9  | 3  | +6  | Geplaatst voor het hoofdtoernooi. |
| 3   | 6   | Servië    | 3   | 2 | 0 | 1 | 6   | 5  | 1  | +4  | Geplaatst voor het hoofdtoernooi. |
| 4   | 8   | Tsjechië  | 3   | 2 | 0 | 1 | 6   | 4  | 2  | +2  | Geplaatst voor het hoofdtoernooi. |
| 5   | 2   | Wales     | 3   | 2 | 0 | 1 | 6   | 5  | 4  | +1  | Geplaatst voor het hoofdtoernooi. |
| 6   | 4   | Slowakije | 3   | 2 | 0 | 1 | 6   | 3  | 4  | −1  | Geplaatst voor het hoofdtoernooi. |
| 7   | 5   | Kroatië   | 3   | 1 | 1 | 1 | 4   | 8  | 6  | +2  | Geplaatst voor het hoofdtoernooi. |
| 8   | 3   | België    | 3   | 1 | 1 | 1 | 4   | 6  | 7  | −1  |                                   |

Jeugd-EK's: onder 21 · onder 19       Jeugd-WK's: onder 20 · onder 17